# 668
El 668 (DCLXVIII) fou un any de traspàs començat en dissabte del calendari julià.

## Esdeveniments
- Els xinesos conquereixen Pyongyang[1]

## Necrològiques
- Flavi Heracli Constant (Constant II), emperador romà d'Orient.[2]
- Brahmagupta. Matemàtic indi.[3]